# Mas-d'Orcières
Mas-d'Orcières là một xã ở tỉnh Lozère trong vùng Occitanie, phía nam nước Pháp. Khu vực này có độ cao trung bình 1070 mét trên mực nước biển.